# Shama Aboobakar
Shama Aboobakar, née le 7 juin 1983 à Beau Bassin-Rose Hill, est une joueuse de badminton mauricienne.

## Carrière
En 2006, elle participe aux Jeux du Commonwealth en simple féminin, en double, en double mixte et dans le tournoi par équipe. En 2012, elle remporte les tournois internationaux de l'Île Maurice et du Botswana en simple féminin.
Elle remporte une médaille d'argent en double féminin et une médaille de bronze en double mixte aux championnats d'Afrique 2013.

## Palmarès
Championnats d'Afrique de badminton
- 2016 :  Médaille d'or par équipes dames
- 2013 :  en double dames, avec Yeldy Louison.
- 2013 :  en double mixte, avec Denneshsing Baboolall.
- 2009 :  en double mixte, avec Sahir Edoo.
- 2004 :  en double mixte, avec Stephan Beeharry.
- 2002 :  en simple dames.

Jeux africains
- 2003 :  en équipe mixte.

Tournois BWF
En simple
- Botswana International (en) 2012 : .
- Ethiopia International (en) 2012 : .
- Mauritius International (en) 2012 : .

En double dames :
- Uganda International (en) 2013 :  avec Grace Gabriel.
- South Africa International (en) 2012 :  avec Stacey Doubell.
- Mauritius International (en) 2012 :  avec Shaama Sandooyea.
- Mauritius International (en) 2010 :  avec Amrita Sawaram.
- Mauritius International (en) 2009 :  avec Amrita Sawaram.
- Kenya International (en) 2005 :  avec Amrita Sawaram.
- South Africa International (en) 2005 :  avec Amrita Sawaram.
- Mauritius International (en) 2002 :  avec Martine de Souza.

En double mixte :
- Mauritius International (en) 2012 :  avec Denneshsing Baboolall.
- South Africa International (en) 2008 :  avec Stephan Beeharry.
- Kenya International (en) 2005 :  avec Stephan Beeharry.
- Mauritius International (en) 2002 :  avec Stephan Beeharry.
- Kenya International (en) 2002 :  avec Stephan Beeharry.
- Mauritius International (en) 2001 :  avec Stephan Beeharry.

Jeux des îles de l'océan Indien
- Jeux des îles de l'océan Indien 2015 à La Réunion
  -  Médaille de bronze en double dames avec Nicki Chan-Lam
  -  Médaille de bronze en double mixte avec Christopher Paul